# Kyphosichthyiformes
Kyphosichthyiformes è un ordine estinto di pesci ossei appartenenti ai Ginglymodi, vissuti durante il Triassico Medio (Anisico–Ladinico), i cui fossili sono stati ritrovati nelle regioni di Yunnan e Guizhou, in Cina.

## Descrizione
I Kyphosichthyiformes rappresentano un gruppo basale dei Ginglymodi, caratterizzati da piccole dimensioni e da una combinazione unica di tratti morfologici. Tra le peculiarità distintive vi sono un frontale lungo 1,5–2 volte il parietale, una sola coppia di extrascapolari separate dai parietali, e la presenza di uno o due infraorbitali anteriori. Il dermopterotico è più corto del parietale e manca il contatto preopercolare/dermopterotico. È inoltre presente un contatto tra posttemporale e parietale, un gulare mediano e una fila completa di scaglie allungate lungo il bordo ventrale del lobo caudale.
I Kyphosichthyiformes mostrano differenze significative nella forma corporea e nella distribuzione dei denti tra le due famiglie Lashanichthyidae e Kyphosichthyidae. Il corpo è allungato e fusiforme nei Lashanichthyidae, mentre risulta relativamente profondo e corto in Fuyuanichthys. In Kyphosichthys, il corpo è particolarmente profondo e corto, con una caratteristica prominenza arcuata anteriormente alla pinna dorsale; un morfotipo simile è presente anche in diversi altri ginglimodi.

## Classificazione
L'ordine Kyphosichthyiformes è stato istituito nel 2018 per accogliere alcune specie di pesci ginglimodi arcaici del Triassico medio cinese. L'ordine comprende due famiglie: 
- la famiglia Kyphosichthyidae include i generi Kyphosichthys e Fuyuanichthys. Questi pesci presentano un corpo profondo (42%–68% della lunghezza standard), due infraorbitali anteriori molto profondi, mandibole corte (42%–44% della lunghezza del capo) e sei o sette coppie di raggi branchiostegali.
- la famiglia Lashanichthyidae comprende i generi Lashanichthys e Yudaiichthys. Si distinguono per una porzione preorbitale più corta dell'orbita, infraorbitali anteriori profondi e stretti, e un interopercolo di forma trapezoidale. Presentano inoltre otto o nove coppie di raggi branchiostegali.[1]

Il genere Sangiorgioichthys, inizialmente incluso nella famiglia Kyphosichthyidae, si è rivelato in seguito parafiletico; la specie tipo S. aldae e un'altra specie europea (S. valmarensis) sono risultate essere più derivate delle specie cinesi, affini invece ai Kyphosichthyidae; per questo motivo le specie cinesi sono state attribuite al nuovo genere Lashanichthys.

## Distribuzione geografica e stratigrafica
I fossili attribuiti ai Kyphosichthyiformes provengono dalle formazioni di Luoping e Fuyuan nello Yunnan e di Panxian e Xingyi nel Guizhou, in Cina, datati dal Pelsoniano (Anisico) al Ladinico del Triassico Medio.

## Paleoecologia
I Kyphosichthyidae probabilmente non erano nuotatori veloci, ma mostravano una migliore capacità di manovra precisa in ambienti strutturalmente complessi rispetto ai Lashanichthyidae, che invece potrebbero essere stati adattati ad habitat più semplici. Inoltre, i Lashanichthyidae presentavano un'apertura boccale maggiore rispetto ai Kyphosichthyidae. I denti sono presenti lungo quasi tutta la lunghezza della mascella (escludendo il processo anteromediale) nei Lashanichthyidae e in Kyphosichthys, ma risultano assenti in Fuyuanichthys. Queste differenze indicano che i Kyphosichthyiformes presentavano un'ampia diversità ecomorfologica.